# Amaxia osmophora
Amaxia osmophora är en fjärilsart som beskrevs av George Francis Hampson 1901. Amaxia osmophora ingår i släktet Amaxia och familjen björnspinnare. Inga underarter finns listade i Catalogue of Life.